# Lower.com Field
Lower.com Field es un estadio específico de fútbol en Columbus, Ohio, Estados Unidos. Sirve principalmente como estadio del club Columbus Crew de la Major League Soccer, reemplazando el estadio anterior del club, el histórico Crew Stadium, el estadio específico de fútbol más antiguo del país. El nuevo estadio costó 314 millones de dólares y se encuentra en el centro del desarrollo del Azor Park de uso mixto adyacente al distrito de Arena y en el centro de la ciudad de Columbus. Tiene un total de 20 011 espectadores e incluye 30 suites y 1900 asientos de lujo del club.

## Historia
Entre su primera temporada, hasta a mediados del 2021, Columbus jugó sus partidos como local en el Historic Crew Stadium ubicado en Columbus, Ohio, fue inaugurado en 1999 y cuenta con una capacidad para 20 145 espectadores y además siendo el primer estadio específico de fútbol del país. Desde el 3 de julio de 2021, Columbus juega de local en el Lower.com Field, nuevo estadio específico de fútbol también localizado en la ciudad de Columbus. La capacidad es para 20 011 espectadores.
La construcción del estadio nuevo estaba prevista para empezar en verano de 2019. El 15 de junio de 2021, el Columbus Crew anunció que la empresa inmobiliaria en línea con base en Columbus Lower.com había adquirido los derechos de nombre del estadio; por política de equipo, los términos no se revelaron. El primer partido en el Lower.com Field fue el 3 de julio de 2021 y resultó en un empate 2-2 entre el Columbus Crew y el New England Revolution. Las partes del estadio todavía estaban en construcción en aquel momento. El primer gol en la historia del estadio fue marcado por Tajon Buchanan del New England Revolution. El primer gol del Columbus Crew fue marcado por Gyasi Zardes. El 17 de julio de 2021, el equipo ganó por primera vez en el estadio Lower.com con una victoria por 2-1 sobre el New York City FC.

## Galería

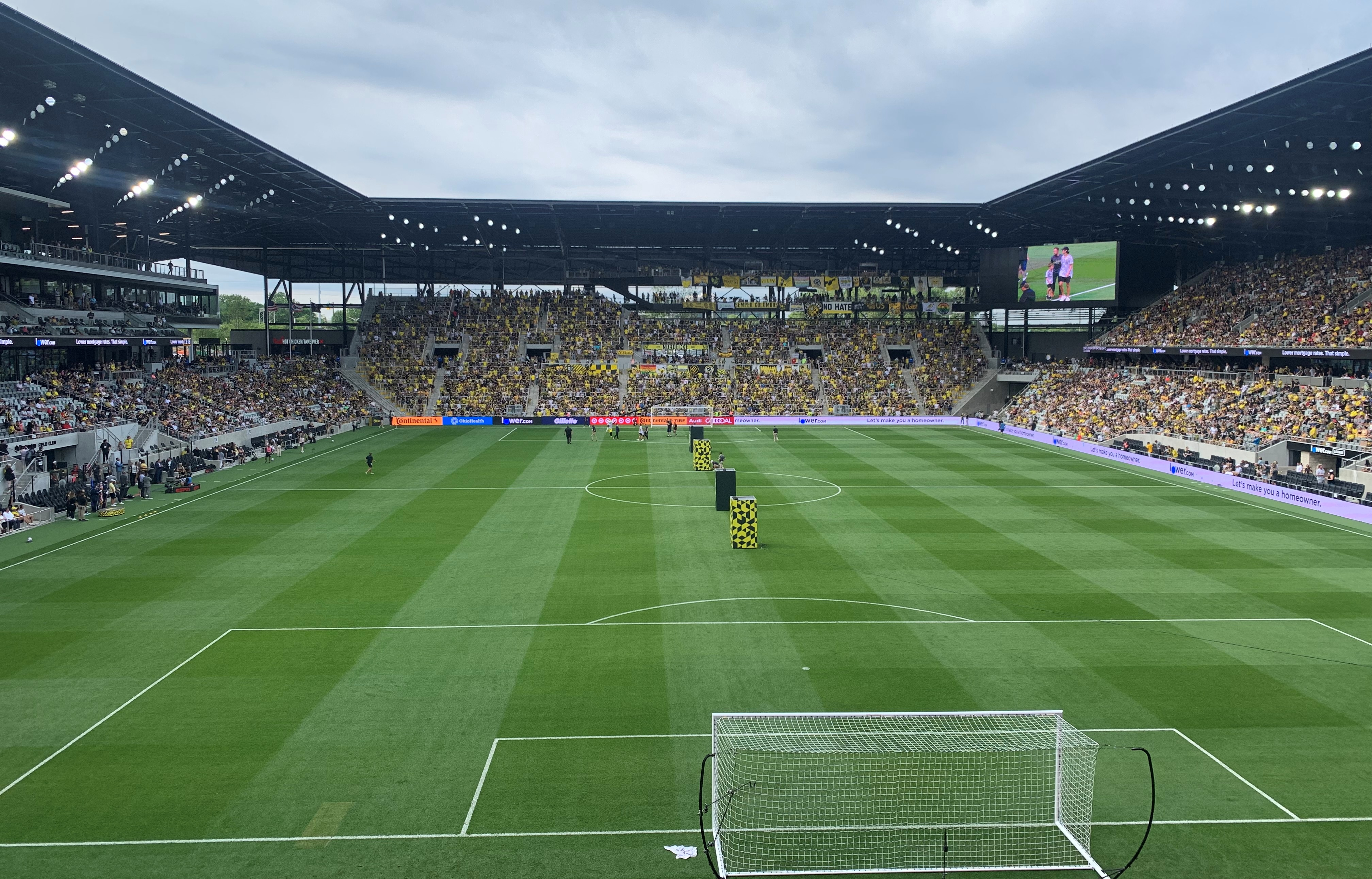
Interior del estadio.